# Vizela
Vizela (vi'zɛlɐ) è un comune portoghese di 22 595 abitanti situato nel distretto di Braga.

## Società

### Evoluzione demografica
| 2001   | 2004   |
| 22 595 | 23 528 |

## Suddivisioni amministrative
Dal 2013 il concelho (o município, nel senso di circoscrizione territoriale-amministrativa) di Vizela è suddiviso in 5 freguesias principali (letteralmente, parrocchie).

### Freguesias
1. Caldas de Vizela (São João): Caldas de Vizela (São João), Caldas de Vizela (São Miguel)
2. Tagilde: Tagilde, Vizela (São Paio)
3. Infias
4. Santa Eulália
5. Vizela (Santo Adrião)